# Солярня (Сілезьке воєводство)
Солярня (пол. Solarnia, нім. Sollarnia) — село в Польщі, у гміні Павонкув Люблінецького повіту Сілезького воєводства.
Населення — 342 особи (2011).
У 1975-1998 роках село належало до Ченстоховського воєводства.

## Демографія
Демографічна структура станом на 31 березня 2011 року:
|          | Загалом | Допрацездатний вік | Працездатний вік | Постпрацездатний вік |
| -------- | ------- | ------------------ | ---------------- | -------------------- |
| Чоловіки | 187     | 46                 | 121              | 20                   |
| Жінки    | 155     | 34                 | 91               | 30                   |
| Разом    | 342     | 80                 | 212              | 50                   |